# عقد مع الإله (رواية)
'عقد مع الإله' وقصص كبرى أخرى (بالإنجليزية: A Contract with God)‏ هي رواية مصورة ألفها الكاتب والرسام الكاريكتوري الأمريكي ويل ايزنر عام 1978، وهي مجموعة قصص قصيرة تتحدث عن شخصيات يهودية فقيرة تعيش في مبنى سكني بأحد الأحياء الفقيرة بمدينة نيويورك. وقد أصدر ايزنر مجموعتين قصصيتين مكملتين لبعضهما وقعت أحداثهما في المبنى ذاته: قوى الحياة عام 1988 ودرب الخزبُ عام 1995. وعلى الرغم من مصطلح رواية مصورة لم يولد على يد ايزنر، فإن روايته ساهمت في شيوعه.
تتألف رواية عقد مع الإله من أربع قصص مستقلة: في «عقد مع الإله» يلحد شخص متدين بعد وفاة ابنته الصغرى التي تبناها، أما في قصة «مطرب الشارع»، فتحاول من كانت مغنية أوبرا شهيرة أن تغري مغني الشارع الشاب الفقير، الذي حاول بدوره استغلالها في المقابل. وإذا عرجَنا على القصة الثالثة «السوبر»، سنقرأ عن ذلك العنصري المستبد الذي ينتهي به المطاف منتحراً بعد تعرضه لإتهامات مغرضة بالشذوذ؛ ثم في «كوكالين» تتشابك الأحداث والقصص وتتداخل الشخصيات لقضاء عطلة على جبال كاتسكيل. وبشكل موضوعي، ترتبط القصص بأفكار رئيسة تشمل الإحباط وخيبة الأمل والعنف وقضايا الهوية العرقية. يستخدم ايزنر صور كبيرة أحادية اللون في منظور درامي ويركز على تعبيرات الوجه للرسوم المصورة؛ ولقليل من اللوحات أو الصور حدود تقليدية حوله.
بدأ ايزنر حياته الأدبية بـتأليف كتاب «قصص مصورة» عام 1936، وكانت لديه طموحات فنية سابقة، لكنها لم تحظ بالتقدير المناسب، فلم يجد مؤيدًا لأفكاره وترك عالم المنشورات الهزلية التجارية بعد انتهاء عمله الموقع عليه «الروح» في عام 1952. وفي السبعينيات، كان لزيادة عدد محبي القصص المصورة عظيم الأثر في إقناعه بالعودة والعمل من أجل إدراك تطلعاته في ابتكار قصص مصورة ذات مضمون أدبي. رغب ايزنر في التعاقد مع ناشر دائم يتعهد كتابه بالنشر والبيع في المكتبات العامة بدلاً من محال القصص المصورة، فكان له ذلك حيث تولت برونت بوكس نشر رواية عقد مع الإله عام 1978 وسوَقت لها تسويق «رواية مصورة»، وبهذا بدأ المصطلح ينتشر لوصف مثل هذه القصص المصورة المماثلة للكتب في الحجم. وقد عانى ايزنر في بادئ أمره كسادًا في البيع بيد أنه حظي باحترام أقرانه فيما بعد، ومن ثم تبنت دور نشر كبرى إعادة طبعه. حاز ايزنر على لقب شيخ القصص المصورة بعدما ثقل رصيده بانتشار رواية عقد مع الإله، وواصل إنتاج رواياته المصورة إلى جانب أعمال نظرية أخرى في الفن نفسه حتى وافته المنية في عام 2005.

## موجز عن المضمونوالحبكةالدرامية
يجمع عقد مع الإله بين الميلودراما والواقعية الاجتماعية. وبعد مقدمة المؤلف، قدم كتاب «مبنى في برونكس»، في أربع قصص متناسقة كأنها بناية واحدة. وهي قصص مستوحاة جزئيًا من ذكريات ايزنر الشخصية التي عاشها في «مبنى في برونكس». كان هدفه من وراء كتابه عقد مع الإله هو تسليط الضوء على حقبة من التاريخ الأمريكي اليهودي التي شعر إنها لم تنل حظها من التوثيق، بالإضافة إلى بيان أن الرسوم الهزلية كانت قادرة على التعبير الأدبي ببلاغة، في الوقت الذي لم يكن هذا الفن بتمتع بالاهتمام كوسيلة فنية. وقدذكر في مقدمته هدفه من القصص المصورة؛ وهو الحفاظ على المبالغة في ظل حدود واقعية.

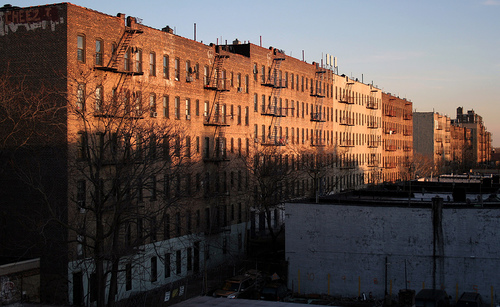
قصص من وحي ذكريات ايزنر في مرحلة الطفولة التي قضاها بين مباني الأحياء الشعبية في بروكسي

انبثقت قصة «عقد مع الإله» من مشاعر ايزنر إثر وفاة ابنته في السادسة والعشرين من عمرها. وقد أشار الكاتب لهذا الأمر في مقدمة كتابه طبعه عام 2006، وعبر عن أحاسيسه نحو الإله كما انعكست في القصة.
تميزت «مغني الشارع» و«السوبر» بالطابع الخيالي، لكنه قفز من ذكرياته مع الناس التي قابلها في الأحياء الشعبية التي قضي فيها فترة شبابه.  تعد «كوكالين» أكثر سيرة ذاتية وضوحًا كتبها بنفسه- حتى إن اسم الشخصية الرئيسة هو «ويلي»، الذي كان اسم شهرة ايزنر أثناء فترة صباه. لاحظ ايزنر أنها «نالت الكثير من نفحات الإصرار ونوع من الشجاعة لكتابة تلك القصة.»
يبرز الجنس في القصص، ومع ذلك له ما يبرره بعكس الكتب المصورة الصفراء، وهو ما يعزز مذهب المتعة الذي يتناقض مع نمط الحياة المتشدد الذي كان عليه رجل الأعمال الشاب ايزنر. ويعد استخدم ايزنر للجنس إسفافاً أخلاقياً، وذلك وفقًا لرؤية الناقد جوزف لامبرت، الذي أكد أنه لم يكن استخدام الجنس في «عقد مع الإله» شهوانياً بصورة تثير القلق، وإنما أصاب الشخصيات بالإحباط وغمرها شعور بالذنب.

### عقد مع الإله
في روسيا، نحت الشاب المتدين المنتمي لحركة الحاسيدية فريمي هيرش عقد مع الإله على لوح صخري ليحيا حياة زاخرة بالأعمال الصالحة، وقد عزا نجاحه القادم في حياته إلى ذلك. ثم انتقل إلى نيويورك في مبنى سكني في 55 شارع دروبسي، وعاش حياة بسيطة خالصة للإله. وقد تبنى طفلة لقيطة تدعى راشيل وجدها على عتبة منزله. وعندما توفيت نتيجة مرض مفاجئ، غضب بشدة واتهم الإله بنقض عقدهما، ثم هجر إيمانه وحلق لحيته وعاش الحياة بصفته رجل أعمال يعيش في الطابق الأخير مع سيدة نصرانية. واستخدم بشكل غير مشروع عهود المعبد المعهودة إليه لشراء المبنى السكني الذي قطنه حينما كان فقيراً. ومع ذلك وجد نفسه غير راضٍ عن أسلوب حياته الجديد وعزم على حاجته إلى تحرير عقد جديد مع الإله لسد إحساس الفراغ الذي يشعر به. وأعد فريقه من الأحبار«الربانيين في اليهودية» عقدًا جديدًا، ولكن عندما أخذه معه إلى البيت توقف قلبه وتوفي في الحال. وقد وجد الفتى المدعو باسم شوليمى عقد هيرش القديم ووقع اسمه عليه. ألحق ايزينر صفحة لإصدار عام 2006 يصور فيه شوليمي وهو يصعد السلم إلى المبنى السكني 
أطلق ايزنر اسم «تدريب على المعاناة الشخصية» تعقيبا على إنشاء القصة لأنه كان لا يزال مغمومًا ومتضايقًا بسبب موت أليس التي أصيبت بسرطان الدم وعمرها ستة عشر عامًا. وفي الرسوم الافتتاحية للقصة، استخدم ايزنر اسمها بدلا من اسم ابنته هيرش التي تبناها، وقد أظهر ألمه من خلال شخصية هيرش. وقال إن«جدال{هيرش} مع الإله يخصني. لقد خرجت حنقي على الإله الذي أظن أنه زعزع إيماني وحرم طفلتي المحبوبة التي تبلغ من العمر ستة عشر عامًا من الحياة وهي في ريعان عمرها».

### مُغني الشارع
تبذل مُطربة الأوبرا مارتا ماريا محاولات لإغراء شاب يدعي إيدي الذي وجدته يغني في الأزقة بين المباني السكنية. وقد تركت مشواراها الغنائي من أجل زوج مدمن؛ وطالما تمنت العودة لمسرح العمل كي توجه ايدي، كما أعطته مالاً لشراء ملابس له، لكنه اشترى ويسكي بالمال نفسه. عاد إلى زوجته الحامل التي تخلت عن عملها من أجله والتي طالما سخر منهاوخطط للاستفادة من ماريا متمنيًا بدء مسيرة فنية لكنه لم يستطع إيجاد المطربة العجوز مرة أخرى- فهو لا يعرف عنوانها وبدت كل المباني السكنية بالنسبة له سواء.
نشأ جوهر القصة من ذكريات ايزنر لرجل عاطل قام بجولات في المناطق السكنية يغني "أغاني شعبية وغناء أوبرا إلي غير منسق "مقابل القليل من المال. تذكر ايزنر أنه رمى لمغني الشارع عملات معدنية في هذه المناسبة واعتبر أنه «يمكنه تخليد قصته» في «مغني الشارع».

### السوبر
يسيطر على السيد سكجس حارس المبنى القاطن في 55 شارع دروبسي والمُعادي للسامية شعورٌ بالخوف والارتياب من سكان المبنى. وتنزل ابنه أخت المستأجر السيد فارفل التي تدعى روز إلى شقة السوبر وتعرض على السوبر النظر إلى ملابسها الداخلية مقابل نكل. وبعدما تحصلت على النكل، وضعت السم لكلب سكجس ورفيقه الوحيد هوغو وسرقت أمواله. وضيًق عليها الطريق في حارة حيث لمحهُ المستأجرون وأبلغوا الشرطة التي اتهمته بالتحرش الجنسي بقاصر. وقبل أن تقتحم الشرطة شقته للقبض عليه، قتل نفسه رميًا بالرصاص بين أحضان جثة هوغو.
كتب ايزنر أنه أخذ شخصية الحارس عن حارس المبنى الذي كان يقطنه في صباه والذي كان «غامضا مخيفا». أضاف ايزنر صفحة لطبعة 2006 وهي عبارة عن شعار«مطلوب سوبر» منشور على المبنى السكني الذي كان يقطن فيه، عقب النهاية الأساسية لروز وهي تحصي أموالها المسروقة.

### كوكالين

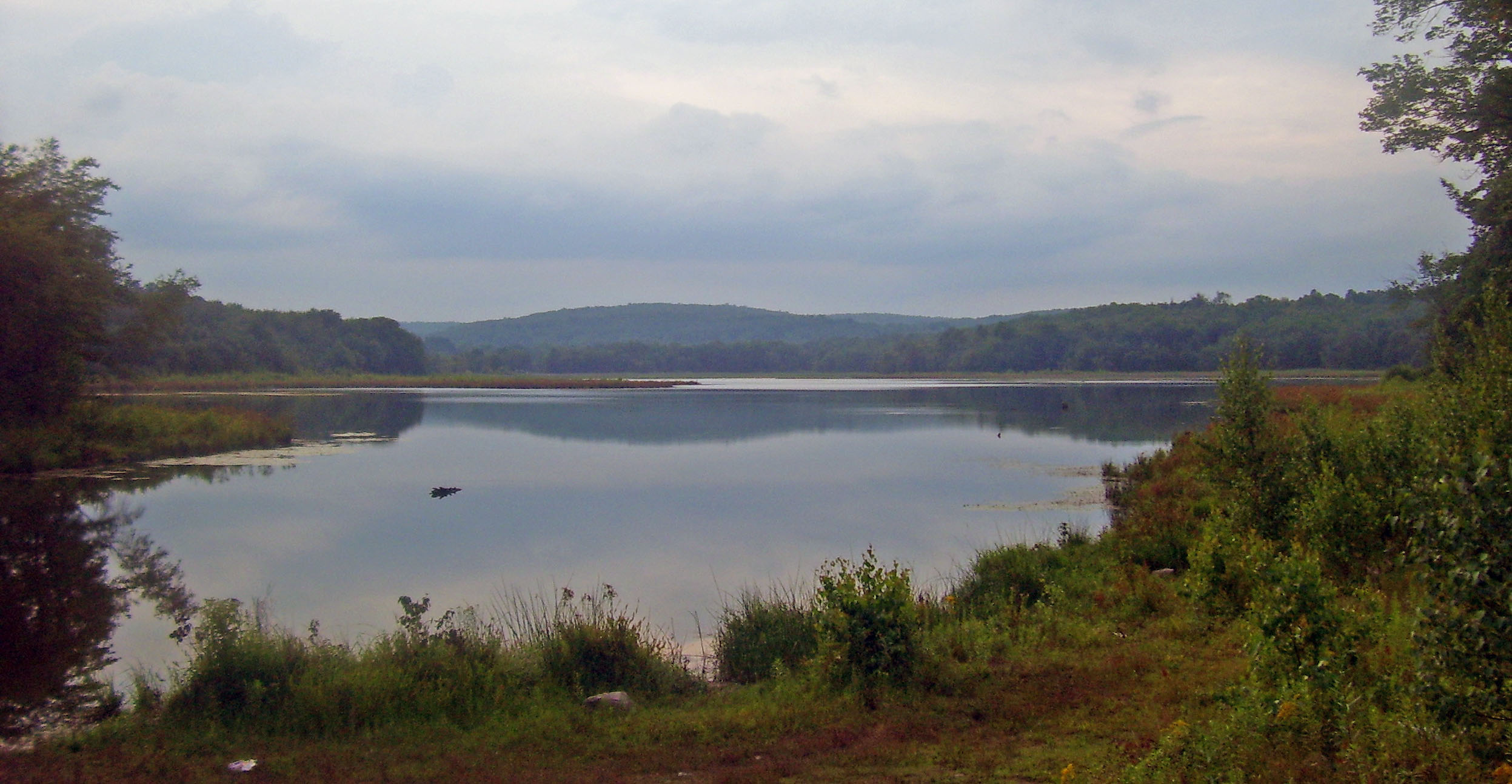
بحيرة سيلفر ليك، وودريدج (نيويورك) بحيرة في جبال كاتسكيل

تعد «كوكالين» قصة عن مستأجري مبنى 55 شارع دروبسي أثناء قضاء العطلة الصيفية في البلدة. ولكي يخلو رجل يدعى سام بعشيقته، أرسل زوجته وأطفاله إلى جبال كاتسكيل حيث يقيمون في «كوكالين» (باليديشية:كوكالين، «اطهي وحدك»، وهو مكان للنزلاء له مدخل إلى المطبخ).
يقيم كلٌ من الخياط بييني والسكرتيرة جلودي في فندق باهظ التكلفة بالقرب من كوكالين، ويأمل كلاهما في إيجاد شريك حياة ثري ليتزوجاه؛ فكلاهما ظن خطأً أن الآخر ثري، وإذ يكتشفوا ذلك، يغتصب بييني جلودي. ويتولى هربي أمر جلودي، وهو أحد المتدربين لديها، وكان قد زجرها سابقا، بينما استمر في بحثه عن وريثه كي يتودد إليها. وفي كوكالين، تغري المرأة العجوز ابن سام المدعو باسم ويلي الذي يبلغ عمره خمسة عشر عامًا، واكتشف زوجها علاقتهم فضربها، ثم جامعها أمام الصبي.
وفي نهاية الصيف، يعود المصطفون إلى شارع دروبسي. خُطب بييني وجلودي وظنَ أن زواجه سيدر عليه الياقوت والماس. يتأثر ويلي بتجاربه لكنه لم يعبر فعليًا عن تلك التجارب ، وتخطط عائلته لمغادرة المبني. وفي إصدار 2006، أضاف ايزنر صفحة لويلي من منظور خلفي وهو يطلُ من شرفته.
كانت كوكالين أكثر القصص المعبرة عن السيرة الذاتية للمؤلف صراحةً- وقد استخدم ايزنر الأسماء الحقيقية لأفراد عائلته: والداه هما: سام وفاني وأخوة: بيتي وهو نفسه يدعى «ويلي». وصف ايزنر كوكالين «بأنها تدوين صادق لمرحلة انتقالية بين الطفولة والبلوغ» والتي تعد «مزيج من الابتكار واسترجاع الذكريات».

## معلومات أساسية
ولد ايزنر في نيويورك لمهاجرين يهود فقراء عام 1917. وقد أفصح عن رغبته في عمله في مجال الفنون، لكن كان اليهود الفقراء آنذاك محرومين من جامعات الطبقة الأرستقراطية التي كان بإمكانه الدراسة فيها. وكغيره من أبناء جيله، عاد إلى القصص المصورة بصفتها متنفس فني  وبدأ حياته المهنية عام 1936. وفي نهاية الثلاثينيات، كان إيزنر شريك في أستوديو ينتج محتوى القصص المصورة؛ وترك الأستوديو عام 1940 ليجود بأشهر ما أبدعه، قصة الروح المبتكرة رسميا والتي تحررت كصحيفة تُدرج من عام 1940 إلى 1952. وبعد انتهائها، انسحب ايزنر من عالم القصص المصورة وانشغل بفكرة «شركة أمريكان فجوالز» فأسسها عام 1948 ، وهي معنية بإنتاج القصص المصورة التجارية والإعلام ذات الصلة. ومع زيادة أعداد محبي كتب القصص المصورة في السبعينيات من القرن العشرين، وجد ايزنر أنه لا يزال هناك اهتمام بقصص الروح المصورة التي مضى عليها عقود وأن المشجعين يرغبون في المزيد من أعماله. وبعد تصفية أعمال الأمريكان فيجوال عام 1972، دخل إيزنر في صفقة مع ناشر مغمور للقصص المصورة يدعى دينس كيتشن لإعادة طباعة قصص الروح القديمة. ويطبع الأخرون القصص التالية، لكن ايزنر رغب عن إصدار جديد لقصص الروح –وكبديل أراد إنتاج عمل أكثر جدية مستوحاة جزئياً من أدب القصة الصامتة للفنان ليند وير التي قرأها لأول مرة عام 1983، وأعمال مشابهه على يد فرانس مارسيل البلجيكي وأوتو نوكل الألماني.
كان لايزنر تطلعات فنيه بشأن القصص المصورة منذ إنتاجه قصة الروح. منذ خمسينيات القرن العشرين، قد عكف على تناول الكثير من الأفكار في سعيه إلى تأليف كتاب لكنه لم يتمكن من الحصول على تأييد لتلك الأفكار، حيث يرى العامة وأصحاب المهن أن القصص المصورة استمتاع دنئ؛ وفي اجتماع الرابطة الوطنية لمؤلفي القصص المصورة عام 1960، حقرَ روبي جولدبيرج من طموحات ايزنر قائلا«أنت مؤلف مسرحيات هزلية مثلنا..لا تنس ذلك!»
مع القبول النقدي لصيحة القصص المصورة الناشئة (كوميكس اندر غرواند) في سبعينيات القرن العشرين، رأى ايزنر سوقا محتملة لأفكاره. وفي عام 1978، أنتج أول عمل له بعنوان «عقدٌ مع الإله» وكان في حجم كتاب موجها إياه للكبار، وسوقه على إنه «رواية مصورة»-وهو المصطلح المستخدم منذ ستينيات القرن العشرين، لكنه لم يكن شائعًا حتى روًجه ايزنر من خلال كتابه«عقد مع الإله». بالرغم من النجاح التجاري المحدود، وسرعان ما شرع في تأليف رواية مصورة أخرى بعنوان«الحياة على كوكب أخر»، كما انتهى من تأليف ثمان عشرة رواية مصورة أخرى قبل وفاته عام 2005، اثنان منهما كانا بطولة شخصية «ويلي» من قصة «كوكالين» وهما الحالم (1986) ورواية إلى قلب العاصفة (1991).
نشأ ايزنر في أسرة دينية لكنه كان كافر معرض عن الحق. وفي عام 1970، توفيت ابنته ألسي البالغ عمرها ستة عشر عاما بعد صراع مع مرض سرطان الدم دام لمدة ثمانية عشر شهرًا. غضب إيزنر وتساءل كيف لإله أن يسمح بحدوث مثل ذلك؛ وتعامل مع حزنه بالانغماس في عمله. وفي أثناء تأليفه «عقد مع الإله»، حاول السيطرة على تلك المشاعر عن طريق رسم صورة في عقله لشخصية فليمي هيرش.

## الأسلوب
يعد السرد جزءاَ من مكونات العمل الفنى وليس معزولاً عن محتوى العنوان، وعمد إيزنر إلی استخدام اللوحات التقليدية التي تتخذ الأسلوب قالبًا لها متجنبًا استعمال الحواجز اللوحية بشكل تام مستبدلاً إياها بتحديد مساحات لأعمال البناء وإطارات النوافذ. وتعد الصفحات غير مزدحمة وبها رسومات كبيرة تركز على تعبيرات الوجه حيث سمح طول القصص بتطوير المحتوي بدلاً من كثرة عدد الصفحات الذي كان شائعًا في القصص المصورة عن ذى قبل. ولقد أكد ايزنر علي أهمية المكان الحضري بالمنظور الدرامي الرأسي والأعمال الفنية المظلمة ذات الطابع الفوضوي. ويستخدم ايزنرالزخارف البصرية لربط القصص معا. ويتردد صدى الأمطار المتساقطة المظلمة المحيطة بهيرش عندما دفن ابنته في القصة الأولى في الصورة الأخيرة التي تمت مراجعتها في القصة الأخيرة، حيث كان ويلى يحدق في سماء المدينة بينما تمطر السماء بطريقة مشابهه لأسلوب «ايزنشبرتس» في رسم الأمطار متشابكة الظلال. ولقد طبعت الصور الفوتوغرافية ذات اللون الأحادى على شكل درجات اللون البنى الداكن، بدلًا من استخدام الطابع الأبيض والأسود وهو مذهب التقليدى.
وعلى النقيض من المتعارف عليه في الرسوم التصويرية في السوبر، والتي قام فيها ايزنر بدور بارز في وقت مبكر من حياته المهنية. لا تعد الشخصيات في عقد مع الإله أبطالًا بل غالبا يشعرون بالإحباط والضعف حتى عند تأدية أعمال تبدو بطولية لمساعدة جيرانهم. وقُدمت الشخصيات في صور رسومية تتناقض مع الخلفيات الواقعية على الرغم من أن هذه الخلفيات قدمت في تفصيل أقل من عمل ايزنر في الروح، ووفقا للكاتب دينيس أونيل، يحاكى هذا الأسلوب الحس الإنطباعى للذاكرة. ولقد استكشف ايزنر تلك الأنماط من الشخصيات والمواقف بصورة أكبر في كتبه دروبسى افينيو الأخرى مثل قوى الحياة.

## التحليل
تتشابه موضوعات القصص في احتوائها على مشاعر الإحباط وخيبة الأمل بالإضافة إلى الرغبات المثبطة للهمم. يحزن فريميي هيرش على وفاة ابنته، وقد رأى وفاتها بمثابة خرق لعقده مع الإله؛ عاد مغني الشارع ايدي إلى اللامبالاة عندما وجد نفسه عاجز عن إيجاده لراعٍ منتظر. تحررت أفكار جولدي ووييلي الرومانسية من الوهم بعد اغتصابها جزئيا وإغرائه. يتوحد مبدأ العنف في كل القصص؛ فضرب زوجه ايدي يضاهي حالة ضرب غاوية ويلي من قبل زوجها.
لم يكن تصوير الشخصيات خيرًا صِرف ولا شرًا صِرف: فعلى سبيل المثال، «في السوبر»، انتصرت روزي على الحارس العنصري المستغل عن طريق سرقة أمواله، وأذاعت صيته بالإعتداءالجنسي على الأطفال مما دفعته للانتحار. ويعد الحبس فكرة رئيسة؛ حيث يختار إيزنر رؤى يمكن للقارئ من خلالها استعراض الشخصيات وكأنها محاطة بالمداخل والأبواب والشآبيب. يسعى فريمي هيرش إلى الحرية من مذهب العداء للسامية القامع والذي تتبناه أوربا الشرقية. يسطر شعور صفوة شخصيات في القصة الأخيرة، حيث وجدوا متنفس خارج الحبس الانفرادي بالمبنى والمدينة. وفقا لرويال ديرك الأكاديمية، تبرز العنصرية اليهودية في كل القصص، ففي «عقد مع الإله» و«كوكالين»، تبرز الرمزية اليهودية الدينية والثقافية، بالرغم من أنه في منتصف القصتين، هناك دليل غير واضح على يهودية الشخصيات . وكذلك تؤكد القصتان بصورة أوضح على الهوية اليهودية في أماكن لقطاعات خارج الحضر-الأصل الروسي الريفي لهيرش المتدين في «عقد» وجبال كاتسكيل في «كوكالين»، وهو تقهقر يُشاع ارتباطه بيهودي القرن العشرين. يتعامل ايزنر مع تقديم الهوية اليهودية من خلال المجتمع. يضع ايزنر القصص الفردية جنبًا إلى جنب الشخصيات الفردية، التي تتمتع بخبرات مختلفة قد تكون غير منسجمة مع بعضها البعض، وهذا يقطع الطريق على أي مفهوم محدد لتعريف اليهودية، بالرغم من أن هناك شعور طائفي يجمع بين تلك الشخصيات ويهوديتهم معا. يجادل رويال بشأن عرض ايزنر لطابع الهوية الأمريكية غير المتفق عليه، والذي تتنازع عليه الأعراق بين استيعاب ثقافي واتحادات عرقية. وكما يسير نهج الكتاب، تتغير الشخصيات من اليهودية العلنية إلى مستويات أعلى من الاستيعاب، معروض بوصفه تغير غير ثابت له تكاليفه الخاصة به.
يجادل رويل بأن الكتاب لم يكن فقط هام بالنسبة لدراسات القصص المصورة، بل دراسة لالأدب الأمريكي العرقي واليهودي. يشبه كثيرًا سلاسل القصة القصيرة المشابهة للنثر اليهودي المعاصر، التي تكون فيه القصص منفردة، ولكن تتمم بعضها البعض عندما يُقرأ في صورة مجموعة متكاملة بوصفها سلسة، وكتب رويل أن وصف عقد "بسلسلة مصورة" أفضل من "رواية مصورة". وكتب أن تلك السلاسل بالإضافة إلى سلاسل إيزنر، يؤكد على التعدد المتنوع لوجهات النظر حيث أنه لا يمكن أبدًا أن يُعرف الأدب العرقي الأمريكي على إنه كتلة واحدة".
رأي الناقد الفني بيتر سكجلدال أن «المغالاة» التي طغت على الرسوم الهزلية الأمريكية وعمل ايزنر «لا يتناسب مع الموضوعات الجادة وخاصةً تلك المشتملة على تاريخ اجتماعي متأصل». انتقد العمل لاستخدامه صور مبسطة للغاية، وقد عارض الكاتب جيرمي دوبر أن تعكس تلك الصور ذكريات ايزنر في فترة شبابه والقيود التي عانى منها اليهود القاطنين في المباني المنعزلة. وقد قال أخرون أن تصاميم الشخصيات الكرتونية تتعارض مع واقعية القصص وقد دافع آخرون عن ملائمة الأسلوب مثل دينيس اونيل الذي قال أنه من الأفضل أن تعكس الشخصيات الانطباع الذي خزنه الطفل عن أحداث الماضي.
يعد مصطلح عهد أو إتفاقية مع الإله مفهوم أساسي في الديانة اليهودية. باتت فكرة أنه يتعين على الإله التمسك بغايته في الوصاية الأولى موضوع لأعمال مثل مسرحية محاولة الإله (1979) لمؤلفها إيلي ويسل، ردًا على الأعمال الوحشية التي شهدها ويسل في أوسشفيتس. ووفقا لمؤرخ الفن ماتثيوباجيل، يعد ارتياع هيرشي بشأن علاقته بالإله استجابة في العهد الحديث لأسئلة هليل الأكبر المقتبسة من "بيركي افوت " إن لم أهتم لأمري فمن ذا الذي يعنيه أمري إذا؟ ولكن إن شغلتني نفسي عمن سواها فماذا عساي أن أكون؟ وإن لم يكن الآن فمتى يحين ذلك؟ ". وجدت الأديبة سوزاني كلنجينشتين أن شخصية هيرش غير واقعية وفقًا للمعرفة اليهودية. وكتبت أن "معاناة المتدينين" تعد من أكبر المشاكل في الفكر اليهودي، وأن شخصية مخلصة دينيًا مثل هيرش لم يكن ينبغي لها أن تعاني مما رأته في التعاليم اليهودية الأساسية.

## تاريخ النشر
استغرق الكتاب عامين حتى تم الانتهاء منه. مرَ ايزنر خلال أعماله بمختلف المداخل والأساليب، وتلاعب فيه باستخدام الألوان والتراكيب والدهانات المائية، قبل أن يثبت على شكل مجعد ملون باللون البني الداكن. ولأنه غير مقيد بموعد تسليم، صاغ عمله مجددًا وأعاد ترتيب قصصه حتى أصبح راضيًا عن عمله.
أعد ايزنر عقد مع الإله ليكون له جمهور من البالغين، كما أراد أن يباع في محلات بيع الكتب بدلاً من محلات القصص المصورة؛ وكذلك رفض عرض دينس كيتشن لنشر كتابه. وبالرغم من تعاقده مع بنتام بوكس (دار نشرأمريكية)، علم أنهم لن يكونوا معنيين بنشر الرسوم المصورة. وكي يضمن أن يحوز عمله على إعجاب المراجع أوسكار ديستل، أطلق على كتابه اسم (الرواية المصورة). وعندما اكتشف ديستل حقيقة أن الكتاب مكون من مجموعة قصص مصورة، أخبر إيزنر أن بنتام لن تقبل بنشر كتابه، لكن ربما تقبل دار نشر أصغر.
وافقت صحيفة بارونت برس، وهي دار نشر صغيرة بولاية نيويورك، على نشر رواية «عقدٌ مع الإله»، والتي تحمل وسمْ «من إنتاج دار نشرْ بورهاوس برس» بمدينة «وايت بلينس، نيويورك» على صفحة غلافها الداخلي. عزم إيزنر في بداية الأمر على تسمية الكتاب «قصص تينمينت» أو«حكايات برونكس» أو «مبنى في برونكس»، لكن برونيت وضعت له عنوان«عقد مع الإله»، بعد الإطلاع على القصة التي كانت في الصدارة، حيث أن مصطلح«تينمينت» لم يكن معروفًا خارج أمريكا الشرقية. يحمل الغلاف الورقي التجاري مصطلح«رواية مصورة»، بالرغم من أنه عبارة عن مجموعة من القصص وليس رواية. ولما كانت برونيت تمر بأزمة مالية، أقرضها إيزنر ليضمن نشر الكتاب.
كان مُعدل المبيعات منخفض، لكنه ارتفع على مدار سنوات. أعادت بريس سينك كيتشن إصدار الكتاب عام 1985، كما فعل دي سي كومكس في عام 2001 كجزء من مكتبة ويل إيزنر، كما جمعته شركة ويليم ويردير نورتن للنشرفى عام 2005 تحت مسمى ثلاثية عقد مع الإله في مجلد واحد مع مكملتيه: قوى الحياة (1988)، دروبسي أفينو (1995). يحتوي إصدار نورتن لعقد والإصدارات القائمة بذاتها اللاحقة على صفح إضافية بعد نهاية القصص. وفي عام 2010، نشرت ترجمته بأكثر من إحدى عشرة لغة، من ضمنها اللغة اليديشية، وهي اللغة التي جرت على ألسنة كثير من الشخصيات في الكتاب.

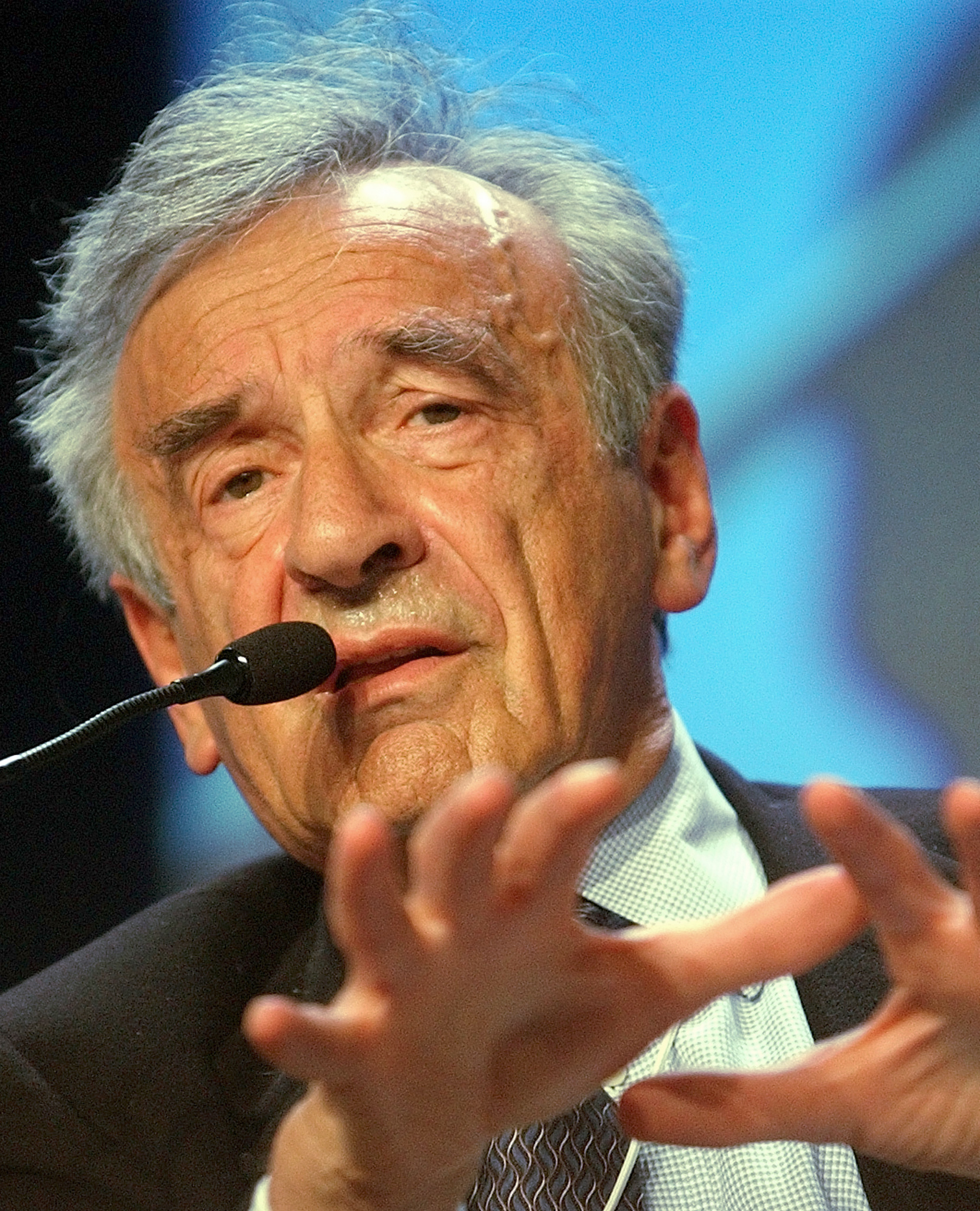
إيلي ويزل كاتب الهولوكوست جعل واجب الإله لدعم وحماية الوصية الأولى هو موضوع مسرحية محاولة الإله (1979)

### الإصدارات
- 1978 Baronet Books, ISBN 978-0-89437-045-8 (غلاف مقوى), ISBN 978-0-89437-035-9 (غلاف ورقي تجاري)
- 1985 Kitchen Sink Press, ISBN 978-0-87816-018-1
- 2001 دي سي كومكس، ISBN 978-1-56389-674-3 (مكتبة ويل إيزنر)
- 2005 W. W. Norton [الإنجليزية], ISBN 978-0-393-06105-5 (ثلاثية عقد مع الإله)

### التحديث والموروث
يُشار خطأً في أغلب الأحيان إلى عقد مع الإله على إنها أول رواية مصورة؛ ومع ذلك استخدم مؤلف القصص المصورة رشارد كيل هذا المصطلح في جريدة إخبارية تحظى بشعبية كبيرة في عام 1964، وظهر ذلك المصطلح على غلاف «المملكة الأولى» للمؤلف جاك كاتز في عام 1974، وقد كان إيزنر على اتصال معه. وقد سبق نشر عدد من القصص المصورة التي في حجم الكتاب قبل صدور «عقد» وتعد أقدمها رواية «لقد أساء إليها» بقلم ميلت جروس عام1930. جذبت عقد مع الإله انتباه أكبر من تلك الجهود السابقة ويرجع ذلك جزئيًا إلى وضع إيزنر المتميز في مجتمع القصص المصورة. وهي تعد علامة بارزة في التاريخ الأمريكي للقصص المصورة، ولا يرجع ذلك إلى التنسيق فقط بل لتطلعاته الأدبية وخروجه عن المجازات النمطية في هذا النوع من القصص المصورة.
استمر إيزنر في إنتاج الروايات المصورة في طورها الثالث في مجال الرسوم الهزلية المصورة، التي استمرت بشكل مطلق لمدة تتجاوز إما الفترات التي قضاها في القصص المصورة الهزلية أو التي قضاها في القصص المصورة التعليمية. يرى المؤرخ ار. فيورا أن عمل إيزنر كمؤلف للرواية المصورة قد احتفظ بمكانته«كشخصية معاصرة بدلا من اعتباره من رفات الماضى المعتم».
 يرى المحرر أن سي كروستفوير كوش أن القالب الشكلي للكتاب على إنه إسهام أساسي لإيزنر في شكل الرواية المصورة – وكان القليل في مجال طباعة ونشر الكتب المصورة من لهم الخبرة في صناعة الكتب آنذاك، في حين أن إيزنر ألمَ إلماماً تامًا بعملية تأليف تلك النوعية خلال فترة عمله في الشركة الأمريكية للمرئيات. نجح الكتاب في الوصول إلى محال البيع، وعلى الرغم من أن المبيعات الأولية تُقدر ببضعة الآف من النسخ في السنة الأولى، فإن محلات بيع الكتب واجهت صعوبة في تصنيف الكتاب لوضعه على أرفف قسم مناسب. ووضع على لوحة عرض في محل بيرنتانو لبيع الكتب في منهاتان، ويُقال أنه حقق مبيعات جيدة. زار إيزنر محل بيع الكتب لتفقد ما وصل إليه الكتاب خاصة بعد تنحيه عن طاولة العرض. فأخبره المدير بأنه وضع في قسم الكتب الدينية ثم في قسم الكتب الهزلية، ومع ذلك انزعج الزبائن حيث أن الكتاب لا يمت بصلة لأي من القسمين. وعدل المدير عن الأمر ووضع الكتاب في مخزن في البدروم. كانت المراجعات الأولية صائبة. تشكلت عملية تسويق الكتاب في البداية من خلال توصيات العملاء ثم الدعاية في المجلات منخفضة التكلفة والنشرات التجارية الدورية، حيث كانت المجلات والجرائد السائدة لا تعقب على القصص المصورة حينذاك. أطلق مؤلف القصص المصورة دينيس أونيل لقب «رائعة فنية» على عقد، حيث أنها فاقت توقعاته. وكتب أونيل أن مزج الكلمات والصور قد كان له أثر في محاكاة تجربة التذكر بدقة أكثر من المحتمل بطريقة النثر التام. وفي الأصل نشر استعراض أونيل للموضوع في مجلة القصص المصورة وكان من المعتاد أن يظهر في مستهل ما طبع لاحقًا من كتاب إيزنر. وقد وصف الناقد ديل لوكيانو الكتاب بأنه «عمل فنى رائع ومتناسق بشكل متقن» كما أنه أثنى على صحيفة كيتشن سينك لإعادة طبعها لمثل ذلك «المشروع المحفوف بالمخاطر» في عام 1985.

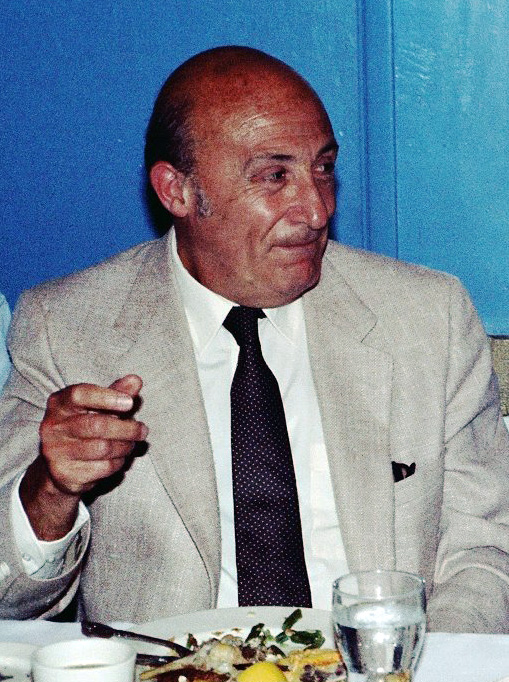
وضعت عقد مع الإله ويل إيزنر في مكانة أكبر بمجتمع القصص المصورة

تحسن وضع إيزنر بصفته مؤلف للقصص المصورة بعد نشر عقد مع الإله، وقد ازداد تأثيره أثناء عمله معلما في مدرسة الفنون المرئية بنيويورك حيث أنه قد فسر نظرياته في هذا المجال الفني. وقد حوَل فيما بعد محاضراته إلى كتب فن القصص الهزلية والمتسلسلة (كوميكس آند سكوينتيال آرت عام (1985)- وكان أول كتاب بالإنجليزية عن القوالب الشكلية في مجال القصص المصورة- الرواية المصورة والسرد المرئي عام (1995). وعندما حظى إيزنر بتقدير أكبر من الناس، ظهر بين الناشرين نوع من الفرز والتمييز ما بين كتابات ايزنر قبل وبعد الروايات المصورة؛ فقامت دور النشر الكبيرة مثل دار ويليم.ويرد.نورتن بإعادة إصدار رواياتة المصورة، في حين قام الناشرون الأقل مقاما في المجمتع مثل دار نشر دي سي كوميكس بإعادة طبع الروح. وضعت جريدة القصص المصورة الكتاب في المرتبة السابعة والخمسين في " قائمة أفضل مائة قصة مصورة بالإنجليزية للقرن الحالي، وقد لقبته الجريدة باسم"روعة أدبية لإحد أوئل الفنانين الحقيقين في هذا المجال".
وقد أثنى ديفيد سيم على الكتاب وكتب أنه يقرأه مرات عديدة باستمرار، لكنه أشار أنه «غير شرعي» استخدام مصطلح «الرواية المصورة» لأعمال بتلك الجرأة؛ وأضاف أنه يمكنه قراءة الكتاب في دقائق «تتراوح بين 20 و30 دقيقة»، وجادل بشأن كميته التي تقدر «بقصة قصيرة مكافئة في الحجم تبلغ صفحاتها 20 صفحة».

## الاقتباسات
في 24 يوليو لعام2010 ، في مؤتمر سان دييغو كومك-كون الدولي، أعلن المنتجون دارين دين وتومي أولفر وبوب شيرك وميكي روجيروا ومارك رابينتويتز عن خططهم لاقتباس عقد مع الإله كفيلم، وكُلف دارين دين بكتابتة بصورة سيناريو، مع اتخاذ خطط لتوكيل مخرجين مختلفين لإخراج القصص الأربع الأخريات.

## الملاحظات
1. ↑  وفقًا لأكادايمية هيري برود، اُشتق اسم Frimme" " من الياديشية "frum " أو الطاهرة.
2. ↑  استخدم مؤلف القصص المصورة هارفيكرتسمان مصطلح "Eisnshpritz" لوصف أسلوب ايزنر في رسم المطر.
3. ↑  بالإضافة إلى إعادة الطباعة بغلاف رقيق، كان لطبعة عام 1985 ستمائة نسخة محدودة ذات غلاف مقوى، مزودة بصفحة مرفقة مطبوع عليها صورة لإيزنر.
4. ↑  نشر نورتن عقد مع الإله مكتوبا بالحبر الأسود بدلا من البني الداكن.
5. ↑  أحيانا ما كانت تجمع كتب القصص المصورة بصفتها كتب فقط دون النظر إلى ناشريها الأصليين.

## وصلات خارجية
- عقد مع الإله على موقع الموسوعة البريطانية (الإنجليزية)